# Koninklijke Belgische Hockey Bond
Koninklijke Belgische Hockey Bond (kratica: KBHB) (u prijevodu s nizozemskog: Kraljevski belgijski hokejaški savez) je belgijska krovna organizacija za hokej na travi i dvoranski hokej.
Drugo službeno ime za ovu organizaciju je na francuskom, Association Royale Belge De Hockey.
Savezna je organizacija igrača, igračica i njihovih klubova. Predstavlja Belgiju na međunarodnoj razini.
Cilj je razvijati najbolje uvjete da bi se mogao vježbati i igrati hokej u Belgiji.
Druga je namjena ove organizacije održavati pozitivnu sliku o hokeju i njegovati obrazovne, društvene i obiteljske vrijednosti hokeja, osiguravajući tako stvaranje igračkog kadra i uzdizanje njegove igračke kvalitete na visoku razinu, radi uspješnog predstavljanja belgijskog hokeja i Belgije u međunarodnim natjecanjima.

## Vanjske poveznice
- (nizoz.) Službene stranice  Arhivirana inačica izvorne stranice od 27. ožujka 2009. (Wayback Machine)
- (fr.) Službene stranice  Arhivirana inačica izvorne stranice od 28. ožujka 2009. (Wayback Machine)